# Brinckochrysa beninensis
Brinckochrysa beninensis is een insect uit de familie van de gaasvliegen (Chrysopidae), die tot de orde netvleugeligen (Neuroptera) behoort. 
Brinckochrysa beninensis is voor het eerst wetenschappelijk beschreven door Hölzel & Duelli in 1994.